# Muzeum Sztuk Pięknych w Asturii
Muzeum Sztuk Pięknych w Asturii (hiszp. Museo de Bellas Artes de Asturias) – muzeum sztuki w hiszpańskim mieście Oviedo.
Muzeum powstało 19 maja 1980 roku i jest współfinansowane przez miasto Oviedo. Posiada ponad 15 tys. eksponatów (z czego na bieżąco wystawianych jest 350–400), pochodzących z okresu od XIV do XX wieku.
Jest jednym z największych muzeów publicznych w Hiszpanii. W jego zbiorach znajdują się dzieła hiszpańskich artystów, przedstawicieli najważniejszych szkół europejskich (zwłaszcza włoskich i niderlandzkich), rzeźby, rysunki i XIX-XX-wieczne grafiki, fotografie, a także przykłady sztuki przemysłowej. Do najbardziej znanych należą obrazy Ribery, Guida Reni, Zurbarána, Murilla, Umberto Pettinicchio, Tycjana czy El Greca.